# Maison de la culture de Côte-des-Neiges

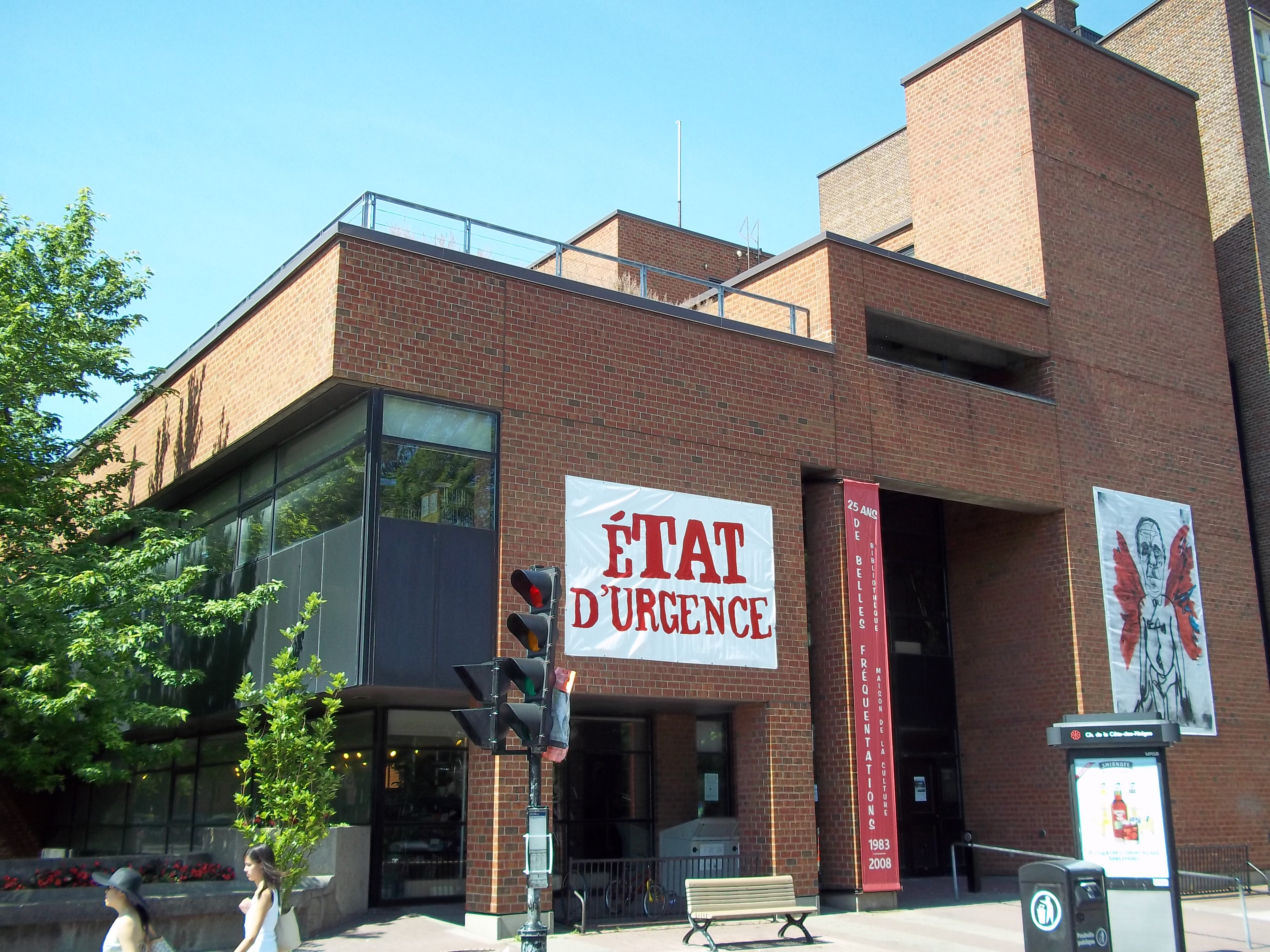
Maison de la culture Côte-des-Neiges

La Maison de la culture Côte-des-Neiges est l'une des maisons de la culture de Montréal. Elle est un service géré par la Ville de Montréal dont la principale mission est d’assurer la diffusion d’événements culturels gratuitement, ou moyennant des coûts minimes, à la population.
Inaugurée en 1983, elle est située au 5290, chemin de la Côte-des-Neiges dans l'Arrondissement Côte-des-Neiges—Notre-Dame-de-Grâce, à deux pas du métro Côte-des-Neiges. 

## Installations et événements
La maison de la culture Côte-des-Neiges comprend un amphithéâtre de 130 places et une bibliothèque qui occupe environ la moitié de la superficie de l'établissement. Elle dispose aussi de deux studios d'exposition, d'un hall d'entrée et d'une terrasse qui offrent, en plus d'une importante superficie, de multiples possibilités créatrices.

## Sources
- Maison de la Culture Côte-des-Neiges